# Hugo Blaschke
Hugo Johannes Blaschke (Wejherowo, 14 novembre 1881 – Norimberga, 6 dicembre 1959) è stato un dentista tedesco. Fu il dentista personale di Adolf Hitler dal 1933 all'aprile 1945 e dentista nello staff del Reichsführer-SS Heinrich Himmler

## Biografia
Nacque a Neustadt (l'attuale Wejherowo) e studiò odontoiatria a Berlino e all'Università della Pennsylvania. Si formò come chirurgo dentale a Londra e aprì il suo studio verso la fine del 1911. Durante la prima guerra mondiale prestò servizio come dentista militare a Francoforte sull'Oder e anche a Berlino dove, dopo la fine della guerra, tornò a esercitare la professione. Dopo aver curato Hermann Göring nel 1930, Blaschke iniziò a visitare altri importanti leader nazisti. 
Si iscrisse al Partito Nazista il 1º febbraio 1931. Göring lo raccomandò a Hitler nel 1933 e, grazie al successo del trattamento, divenne il dentista personale del Führer, prestando i propri servizi anche a Eva Braun, Joseph Goebbels e Heinrich Himmler. Si unì alle Schutzstaffel il 1º maggio 1935 e fu nominato dentista capo delle SS il 31 agosto 1943. Fu promosso al grado di SS-Brigadeführer il 9 novembre 1944.
Nel 1945, quando la fine della Germania nazista si avvicinava, Blaschke accompagnò Hitler alla Cancelleria del Reich a Berlino e al Führerbunker. Mentre l'Armata Rossa si avvicinava a Berlino, il 20 aprile Hitler ordinò a Blaschke, Albert Bormann, l'ammiraglio Karl-Jesko von Puttkamer, il dottor Theodor Morell, le segretarie Johanna Wolf e Christa Schroeder e altri membri dello staff di lasciare Berlino in aereo per l'Obersalzberg. Il gruppo partì da Berlino con diversi voli della Fliegerstaffel des Führers scaglionati nei tre giorni successivi.
All'inizio di maggio, i soldati sovietici catturarono l'assistente di Blaschke, Käthe Heusermann, e il suo tecnico Fritz Echtmann. Heusermann fornì una descrizione dettagliata dei ponti dentali di Hitler e Eva Braun, completi anche di disegni. Successivamente, a entrambi furono mostrati separatamente i resti dentali trovati fuori dal Führerbunker ed entrambi confermarono essere quelli di Hitler e della Braun. Entrambi trascorsero poi alcuni anni nelle prigioni sovietiche. Blaschke fu arrestato il 20 maggio 1945 in Austria dalle truppe dell'esercito statunitense. Dopo la guerra fu interrogato dagli statunitensi sulle cure dentarie di Hitler con lo scopo di identificarne i resti.
Dopo il suo rilascio nel dicembre 1948 continuò ad esercitare la professione di dentista a Norimberga. Ricostruì a memoria le impronte dentali di Martin Bormann, che furono utilizzate per identificarne i resti scoperti a Berlino nel 1972.
Blaschke morì a Norimberga nel 1959 e fu sepolto nel cimitero di San Pietro a Norimberga.